# Лютовиска (Польша)
Лютовиска (пол. Lutowiska) — село на юго-востоке Польши. Является административным центром одноимённой гмины, входящей в состав Бещадского повета, который в свою очередь является частью Подкарпатского воеводства.
В середине XVIII века Лютовиска прибрела статус города, однако в 1880 году лишилась его и с тех пор является селом.

## География
Село расположено на территории Западных Бещад, неподалёку от ручья Смольник, являющегося правым притоком реки Сан. Ближайшим крупным населённым пунктом является город Устшики-Дольне, находящийся в 21 километре на север от Лютовиски и связанный с ней воеводской дорогой 896.

## История
Деревня Лютовиска была основана в 1580 году и изначально носила название Летавища (пол. Lethawyszcza), которое происходило от украинского слова «літовище», означающего «место выпаса скота в лесу». С течением времени топоним претерпел ряд изменений, и свою нынешнюю форму приобрёл лишь в 1828 году.
Деревня располагалась на торговом пути из Пшемысля в Трансильванию, что способствовало её росту и развитию. В XVIII веке деревня перешла во владение представителей рода Урбаньских, которые переименовали её в Урбанице (пол. Urbanice). Вслед за этим деревня получила статус города и право на проведение 8 ярмарок в год. После получения городских прав, Урбанице, являвшийся центром скотоводства, прославился на всю Галицию своими ярмарками крупного рогатого скота.
Благодаря привлечённым в город деньгам, в XIX веке в его черте началось строительство рынков и сразу нескольких церквей, в том числе по проекту украинского архитектора Василия Нагорного. Однако несмотря на то, что Урбанице успешно конкурировал с соседним райцентром в лице города Устшики-Дольне, экономический рост стал постепенно спадать и в 1880 году Урбанице лишился как статуса города, так и своего названия, вернув себе исторический топоним.
Первую мировую войну Лютовиска встретила в составе Российской империи. В последних числах января 1919 года в её окрестностях проходили активные боестолкновения между российской и австро-венгерской армиями, в результате которых австрийцы заставили отступить формирование Гусейна Нахичеванского, а само село обезлюдело и было серьёзно разрушено.
27 сентября 1939 года Лютовиска, в ходе вторжения СССР в Польшу, была занята советскими войсками, которые удерживали её вплоть до 1941 года. Советские власти превратили сельскую неоготическую церковь в конюшню, провели национализацию местного бизнеса и ввели запрет на деятельность политических партий и общественных организаций. После нападения Германии на Советский Союз в июне 1941 года Лютовиска перешла под контроль немецких войск. 22 июня 1942 года членами гестапо и украинской вспомогательной полиции был произведён поджог двух расположенных в селе синагог, а также расстрел четырёх цыганских семей и 650 евреев.
После окончания Второй мировой войны Лютовиска вошла в состав СССР под названием — Шевченково. В 1951 году, в рамках советско-польского договора, село было передано Польше, а спустя шесть лет вернуло название Лютовиска.

## Население
В момент основания Лютовиски большинство её населения составляли русины, так как деревня была основана в соответствии с нормами валашского права. Этнический и конфессиональный состав населения притерпел значительные изменения в XVIII веке, когда в деревню, получившую городские права переселилось большое количество евреев иудейской веры, в течение нескольких десятилетий ставших превалирующим большинством населения города, сместив с первого места русинов-грекокатоликов. Следствием этого многовекового этнического разнообразия села стало закрепление за ним звания места «трёх культур» (польской, русинской и еврейской).
| 1785  | 1857  | 1880  | 1884  | 1913  | 1918  | 1921  |
| ----- | ----- | ----- | ----- | ----- | ----- | ----- |
| 387   | ↗1626 | ↘433  | ↗1849 | ↗3003 | ↘2722 | ↘2173 |
| 1928  | 1931  | 1939  | 1998  | 2002  | 2009  | 2011  |
| →2173 | ↗2579 | ↗3500 | ↘706  | ↗793  | ↘773  | ↘762  |
| 2021  |       |       |       |       |       |       |
| ↘741  |       |       |       |       |       |       |